# Сент Џорџ (Јужна Каролина)
Сент Џорџ (енгл. St. George) град је у америчкој савезној држави Јужна Каролина.

## Демографија
По попису из 2010. године број становника је 2.084, што је 8 (-0,4%) становника мање него 2000. године.
| Група             | 2000.         | 2010.         |
| Белци             | 1.067 (51,0%) | 1.069 (51,3%) |
| Афроамериканци    | 988 (47,2%)   | 974 (46,7%)   |
| Азијати           | 15 (0,7%)     | 11 (0,5%)     |
| Хиспаноамериканци | 19 (0,9%)     | 17 (0,8%)     |
| Укупно            | 2.092         | 2.084         |